# Indice avec dividendes réinvestis
 (février 2022).
Si vous disposez d'ouvrages ou d'articles de référence ou si vous connaissez des sites web de qualité traitant du thème abordé ici, merci de compléter l'article en donnant les références utiles à sa vérifiabilité et en les liant à la section « Notes et références ».
Un indice avec dividendes réinvestis ou indice de rendement total (Total return index en anglais) est un indice boursier qui mesure la performance d'un groupe de composants en supposant que toutes les distributions de dividendes sont réinvesties, en plus de suivre les mouvements de prix des composants. En cela, ce type d'indice diffère d'un indice sans dividendes.
Un indice sans dividendes ne considère que les mouvements de prix (gains ou pertes en capital) des titres qui composent l'indice, tandis qu'un indice avec dividendes réinvestis inclut les dividendes, les intérêts, les droits de souscription et autres distributions réalisées sur une période de temps donnée. L'examen du rendement d'un indice avec dividendes réinvestis est une mesure de performance plus significative que celle avec un indice sans dividendes.
Un indice avec dividendes réinvestis peut-être 'brut' ou 'net'. La version nette est calculée après une retenue à la source dont le taux est celui qui serait appliqué aux dividendes versés par les valeurs composant l'indice. La version brute ne tient pas compte de l'effet d'imposition des dividendes.
L'indice boursier américain S&P 500 ou l'indice boursier français CAC 40 sont des exemples d'indices sans dividendes et l'indice boursier allemand DAX est un exemple d'indice avec dividendes réinvestis.